# Königlich Bayerisches 8. Infanterie-Regiment „Großherzog Friedrich II. von Baden“
Das 8. Infanterie-Regiment „Großherzog Friedrich II. von Baden“ war ein Regiment der Bayerischen Armee.

## Geschichte
Das Regiment wurde am 1. Oktober 1753 laut Dekret des Kurfürsten Maximilian III. Joseph unter dem Namen Pechmann-Infanterie für die kurbayerische Armee errichtet. Aus diesem entwickelte sich im 19. Jahrhundert ein Regiment der Bayerischen Armee, dass ab 26. April 1901 den Namen 8. Infanterie-Regiment „Großherzog Friedrich II. von Baden“ führte. Während der kurpfalzbayerischen Zeit ab 1778 wurde das Regiment 1790 als 8. Linien-Infanterie-Regiment in die neu geschaffene Stammliste aufgenommen. Zur Systematik wurden nachträglich auch folgende Nummerierungen eingeführt: 1753/1 (Kurfürstentum Bayern) und 1778/11 (Kurpfalz-Bayern), Infanterieregiment No. 6 (Kur-Bayern).
Im 17. und 18. Jahrhundert führten die Regimenter nur den Namen des Regimentsinhabers.
Nach dem Deutsch-Französischen Krieg war das Regiment ein Verband der 8. Infanterie-Brigade mit Friedensstandort in Metz (→ Festung Metz).

### Krieg gegen Dänemark 1849
Während des Krieges gegen Dänemark nahm das Regiment auf Seiten des Deutschen Bundes am 13. April 1849 am Gefecht bei Düppel teil.

### Krieg gegen Preußen 1866
Im Krieg gegen Preußen kämpfte das Regiment am 10. Juli bei Nüdlingen sowie am 25. Juli 1866 bei Helmstadt und Uettingen.

### Deutsch-Französischer Krieg 1870/71
Während des Krieges gegen Frankreich belagerte das Regiment die Stadt und Zitadelle von Bitsch. Außerdem war es an der Einschließung und Belagerung von Paris beteiligt.

### Erster Weltkrieg
Zu Beginn des Ersten Weltkriegs machte das Regiment am 2. August 1914 mobil und kam an der Westfront zum Einsatz.
Während der Kämpfe bei Arras wurden das II. und III. Bataillon am 9. April 1917 aufgerieben und am 25. April 1917 durch Ersatzmannschaften wieder aufgestellt.

### Verbleib
Nach dem Waffenstillstand von Compiègne marschierten die Reste des Regiments in die Heimat zurück. Nach dem Eintreffen in Bad Kissingen wurde das Regiment dort ab 18. Dezember 1918 demobilisiert und im Mai 1919 schließlich aufgelöst. Aus Teilen bildeten sich verschiedene Freiformationen. Im April 1919 wurde ein Freiwilligen-Bataillon mit zwei Kompanien aufgestellt, das im Juni 1919 im II. Bataillon des Reichswehr-Infanterie-Regiments 45 aufging. Im gleichen Monate bildete sich das Freiwilligen-Bataillon Götz. Es wurde im Juni 1919 Teil des I. Bataillons des Reichswehr-Infanterie-Regiments 45. Der ehemalige Regimentsstab bildete den Stab des Freiwilligen-Schützen-Regiments Leupold, der im Juni 1919 als Stab des Reichswehr-Infanterie-Regiments 46 aufging.
Die Tradition des Regiments übernahm in der Reichswehr die 11. Kompanie des 21. (Bayerisches) Infanterie-Regiments in Bayreuth.

## Regimentsinhaber
| Dienstgrad             | Name                                  | Datum                                |
| ---------------------- | ------------------------------------- | ------------------------------------ |
| Generalwachtmeister    | Joseph von Pechmann                   | 17. September 1753 bis 27. März 1759 |
| Generalmajor           | Friedrich von Meinders                | 28. März 1759 bis 25. Januar 1761    |
| Oberst                 | Christian von Herold                  | 26. Januar 1761 bis 4. Februar 1780  |
|                        | Max Joseph, Pfalzgraf von Zweibrücken | 5. Februar 1780 bis 18. Juli 1790    |
|                        | Wilhelm, Pfalzgraf von Birkenfeld     | 19. Juli 1790 bis 22. April 1795     |
|                        | Pius, Pfalzgraf von Birkenfeld        | 23. April 1795 bis 2. August 1837    |
|                        | vakant                                | 3. August 1837 bis 28. November 1838 |
| Generalmajor           | Georg von Seckendorff                 | 29. November 1838 bis 19. Mai 1855   |
|                        | vakant                                | 20. Mai 1855 bis 3. Dezember 1869    |
| Generalmajor           | Siegmund von Pranckh                  | 4. Dezember 1869 bis 8. Mai 1888     |
|                        | vakant                                | 9. Mai 1888 bis 6. Dezember 1895     |
| General der Infanterie | Siegmund von Pranckh                  | 7. Dezember 1895 bis 25. April 1901  |
|                        | Friedrich, Großherzog von Baden       | 29. August 1896 bis Mai 1919         |

## Kommandeure
| Dienstgrad | Name                  | Datum                               |
| ---------- | --------------------- | ----------------------------------- |
| Oberst     | Hannappel             | bis 28. Sept. 1914 (gefallen)       |
| Oberst     | von Rücker            | 10. Oktober 1914 bis 22. April 1917 |
| Major      | Anton Ritter von Löhr | 23. April 1917 bis 1. Mai 1918      |
| Major      | Oskar Vogel           | 25. Mai bis 26. August 1918         |
| Major      | Bauer                 | 27. August 1918 bis Ende            |